# Gaziantep (provins)

Karta över Turkiet med Gaziantep markerat.

Gaziantep är en provins i södra Turkiet med en areal på 7 194 km². Provinsen har 1 401 501 invånare (2005). Befolkningen består av turkar, kurder och araber. Provinsens huvudstad är Gaziantep.